# Manitoba Census Division No. 19
Die Census Division No. 19 in der kanadischen Provinz Manitoba gehört zur North Region. Sie hat eine Fläche von 61.219 km² und 16.518 Einwohner (Stand: 2016). 2011 betrug die Einwohnerzahl 17.240.

## Census Subdivisions
Im Folgenden die "Census Subdivisions" („Zensus-Untergliederungen“) der Division No. 19 mit Stand vom Census 2016.
- Berens River 13 (Indian reserve)
- Black River 9 (Indian reserve)
- Bloodvein 12 (Indian reserve)
- Chemawawin 3 (Indian reserve)
- Crane River 51 (Indian reserve)
- Dauphin River 48A (Indian reserve)
- Division No. 19, Unorganized (Unorganized)
- Fairford (Part) 50 (Indian reserve)
- Fisher River 44 (Indian reserve)
- Fisher River 44A (Indian reserve)
- Fort Alexander 3 (Indian reserve)
- Hole or Hollow Water 10 (Indian reserve)
- Jackhead 43 (Indian reserve)
- Little Grand Rapids 14 (Indian reserve)
- Pauingassi First Nation (Indian reserve)
- Peguis 1B (Indian reserve)
- Pine Creek 66A (Indian reserve)
- Poplar River 16 (Indian reserve)
- Shoal River Indian Reserve 65A (Indian reserve)
- Swan Lake 65C (Indian reserve)
- The Narrows 49 (Indian reserve)
- Waterhen 45 (Indian reserve)